# Ibeji
Ibeji (também conhecido como Yori) é o orixá jeje-nagô dos gêmeos.

## Etimologia
Ibeji" é uma junção dos termos iorubas ibi, nascimento, e eji, dois.

## África
Ibeji é divindade gêmea da vida, protetor dos gêmeos na mitologia iorubá, identificado no jogo do merindilogum pelos odus ejiocô e Icá. Dá-se o nome de Taiwo ao primeiro gêmeo e o de Kehinde ao último. Os iorubás acreditam que era Kehinde quem mandava Taiwo supervisionar o mundo, donde a hipótese de ser aquele o irmão mais velho.
Cada gêmeo é representado por uma imagem. Os iorubás colocam alimentos sobre suas imagens para invocar a benevolência de Ìbejì. Os pais de gêmeos costumam fazer sacrifícios a cada oito dias em sua honra.
O animal tradicionalmente associado a ibeji é o macaco colobo, um cercopiteco endêmico nas florestas da África subsariana. A espécie em questão é o Colobus polykomos, ou colobo-real, que é acompanhado de uma grande mística entre os povos africanos. Eles possuem coloração preta, com detalhes brancos, e pelas manhãs eles ficam acordados em silêncio no alto das árvores, como se estivessem em oração ou contemplação, daí eles serem considerados por vários povos como mensageiros dos deuses, ou tendo a habilidade de escutar os deuses. A mãe colobo quando vai parir, afasta-se do bando e volta apenas no dia seguinte das profundezas da floresta trazendo seu filhote (que nasce totalmente branco) nas costas. O colobo é chamado em iorubá de edun oròòkun, e seus filhotes são considerados a reencarnação dos gêmeos que morrem, cujos espíritos são encontrados vagando na floresta e resgatado pelas mães colobos pelo seu comportamento peculiar.

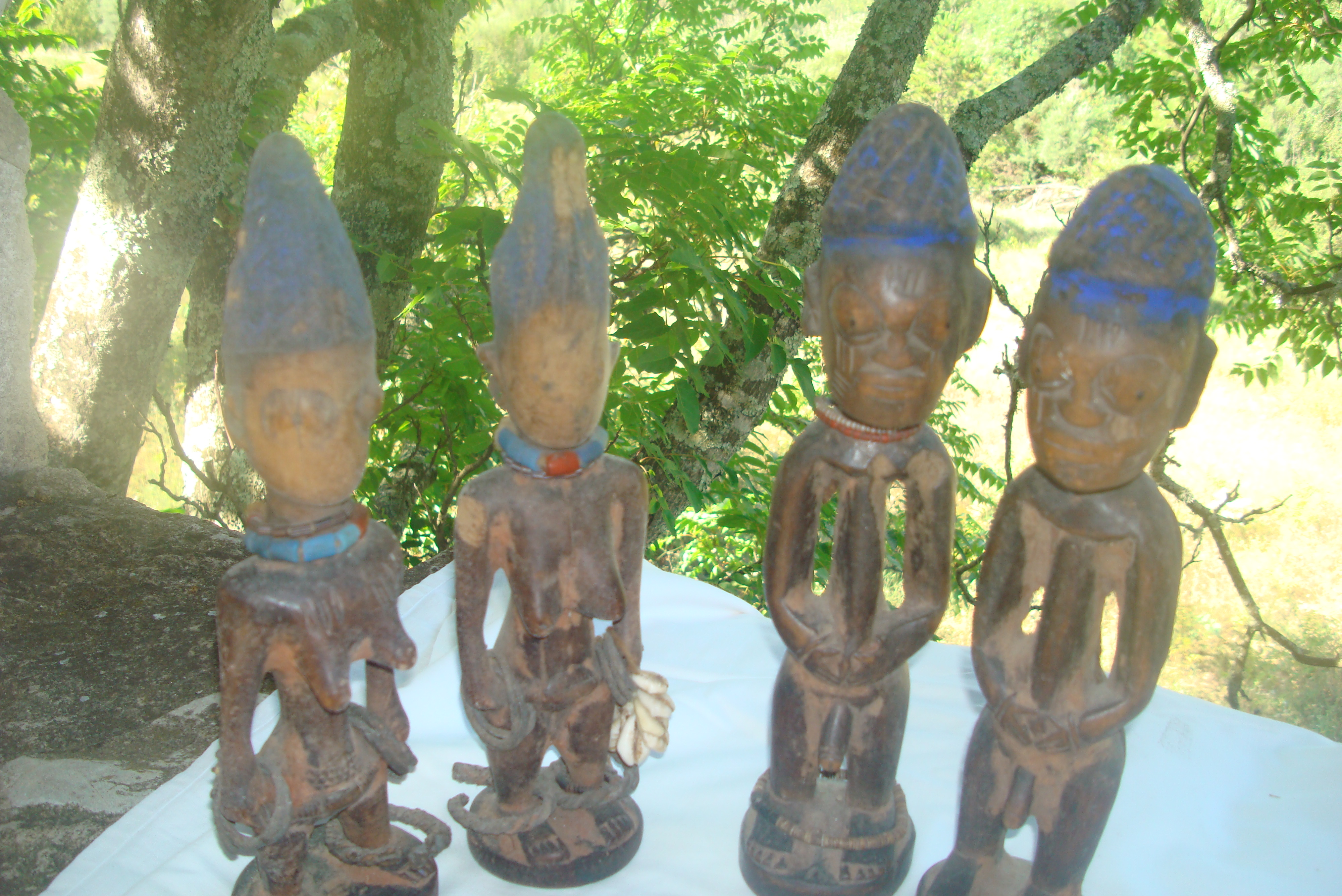
Imagens de Ibeji no candomblé

Na África, as crianças representam a certeza da continuidade, por isso os pais consideram seus filhos sua maior riqueza.
A palavra Ibeji quer dizer gêmeos. Forma-se a partir de duas entidades distintas que coexistem, respeitando o princípio básico da dualidade.
Contam os Itãs (conjunto de lendas e histórias passados de geração a geração pelos povos africanos) que os Ibejis são filhos paridos por Iansã, mas abandonados por ela, que os jogou nas águas. Foram abraçados e criados por Oxum como se fossem seus próprios filhos. Doravante, os Ibejis passam a ser saudados em rituais específicos de Oxum e, nos grandes sacrifícios dedicados à deusa, também recebem oferendas.
Entre as divindades africanas, Ibeji é o que indica a contradição, os opostos que caminham juntos, a dualidade. Ibeji mostra que todas as coisas, em todas as circunstâncias, têm dois lados e que a justiça só pode ser feita se as duas medidas forem pesadas, se os dois lados forem ouvidos.
Na África, o Ibeji é indispensável em todos os cultos. Merece o mesmo respeito dispensado a qualquer Orixá, sendo cultuado no dia a dia. Ibeji não exige grandes coisas, seus pedidos são sempre modestos; o que espera, como todos os Orixás, é ser lembrado e cultuado. O poder de Ibeji jamais podem ser negligenciado, pois o que um orixá faz Ibeji pode desfazer, mas o que um Ibeji faz nenhum outro orixá desfaz. E mais: eles se consideram os donos da verdade. Os gêmeos Ibeji entre os iorubas, hoho e fons são objeto de culto.
Não são nem orixá nem vodum, mas o lado extraordinário desses duplos nascimentos é uma prova viva do princípio da dualidade e confirma que existe neles uma parcela do sobrenatural, a qual recai em parte na criança que vem ao mundo depois deles.
Recomenda-se tratar os gêmeos de maneira sempre igual, compartilhando com muita equidade entre os dois tudo o que lhes for oferecido. Quando um deles morre com pouca idade o costume exige que uma estatueta representando o defunto seja esculpida e que a mãe a carregue sempre. Mais tarde o gêmeo sobrevivente ao chegar à idade adulta cuidará sempre de oferecer à efígie do irmão uma parte daquilo que ele come e bebe. Os gêmeos são, para os pais, uma garantia de sorte e de fortuna.

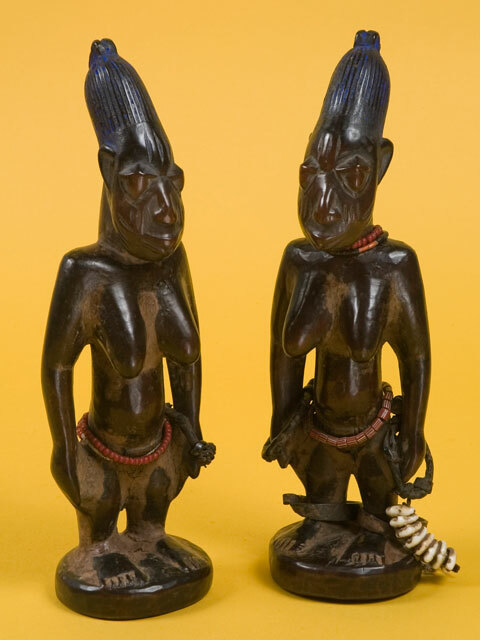
Imagens femininas de Ibeji da Nigéria do início do século XX em exposição no Museu das Crianças de Indianápolis, nos Estados Unidos

## Brasil
Existe uma confusão latente entre Ibeji e os Erês. É evidente que há uma relação, mas não se trata da mesma entidade, confundindo até mesmo como orixá. Ibeji são divindades gêmeas, sendo costumeiramente sincretizadas aos santos gêmeos católicos Cosme e Damião.
Por serem gêmeos, são associados ao princípio da dualidade; por serem crianças, são ligados a tudo que se inicia e brota: a nascente de um rio, o nascimento dos seres humanos, o germinar das plantas etc.
Seus filhos costumam ser brincalhões, sorridentes, irrequietos, tudo enfim que geralmente é esterotipado ao comportamento infantil. Muito dependentes nos relacionamentos amorosos e emocionais em geral, podem então revelar-se teimosamente obstinados e possessivos. Ao mesmo tempo, sua leveza perante a vida se revela no seu eterno rosto de criança e no seu modo ágil de se movimentar, sua dificuldade em permanecer muito tempo sentado, extravasando energia.
Podem apresentar bruscas variações de temperamento, e certa tendência a simplificar as coisas, especialmente em termos emocionais, reduzindo, à vezes, o comportamento complexo das pessoas que estão em torno de si a princípios simplistas como "gosta de mim" ou "não gosta de mim". Isso pode fazer com que se magoem e se decepcionem com certa facilidade. Ao mesmo tempo, suas tristezas e sofrimentos tendem a desaparecer com facilidade, sem deixar grandes marcas. Como as crianças em geral, gostam de estar no meio de muita gente, das atividades esportivas, sociais e das festas.
A grande cerimônia dedicada a Ibeji acontece a 27 de setembro, dia de Cosme e Damião, quando comidas como caruru, vatapá, bolinhos, doces, balas (associadas às crianças, portanto) são oferecidas tanto a eles como aos frequentadores dos terreiros.
Ibeji, na nação Queto, ou Vunje, nas nações Angola e Congo. É a divindade da brincadeira, da alegria; sua regência está ligada à infância. Ibeji está presente em todos os rituais do Candomblé pois, assim como Exu, se não for bem cuidado pode atrapalhar os trabalhos com suas brincadeiras infantis, desvirtuando a concentração dos membros de uma Casa de Santo.
Sua determinação é tomar conta da primeira infância até a adolescência, independente do orixá que a criança carrega.
Na natureza, feche os olhos e lembre-se de uma felicidade, de uma travessura e você estará vivendo ou revivendo uma lenda dessa divindade. Pois tudo aquilo de bom que nos aconteceu em nossa infância, foi regido, gerado e administrado por Ibeji. Portanto, ele já viveu todas as felicidades e travessuras que todos os seres humanos vivem.
A palavra Eré vem do iorubá iré, que significa "brincadeira, divertimento". Daí a expressão siré, que significa "fazer brincadeiras". O Ere (não confundir com "criança", que, em iorubá, é omodé) é o intermediário entre o iniciado e o orixá. Durante o ritual de iniciação, o Ere é de suma importância, pois é o Ere que, muitas vezes, trará as várias mensagens do orixá do iniciado, enquanto o orixá não tiver recebido o seu axé de fala (após esse ritual, o orixá poderá falar normalmente). O Ere também pode fazer e ajudar nas tarefas do Ile Axe quando manifestado, em certas ocasiões.
O Ere, na verdade, é a inconsciência do novo omon-orixá, pois o Ere é o responsável por muita coisa e ritos passados durante o período de reclusão. O Ere conhece todas as preocupações do iaô (filho), também aí chamado de omon-tú ou "criança-nova". O comportamento do iniciado em estado de Ere é mais influenciado por certos aspectos de sua personalidade que pelo caráter rígido e convencional atribuído a seu orixá. Após o ritual do Oruncó, ou seja, nome de iaô, segue-se um novo ritual, ou o reaprendizado das coisas, chamado panã.